# Komutacja wiadomości
Komutacja wiadomości – wiadomości zawierają adres stacji docelowej i mogą być przechowywane przez pewien czas w węzłach sieci, jeżeli jest to niezbędne, zanim zostaną przesłane dalej. Kanały są zajmowane tylko w czasie rzeczywistego przesyłania wiadomości między sąsiednimi węzłami. W porównaniu z komutacją łączy, zwiększa to efektywność wykorzystania sieci telekomunikacyjnej, kosztem wprowadzenia większych i nierównomiernych opóźnień.
Komutacja wiadomości stosowana jest w sieci telegraficznej.